# Erythrolamprus almadensis
Espèce
Synonymes
- Natrix almada Wagler, 1824
- Natrix almadensis Wagler, 1824
- Liophis almadensis (Wagler, 1824)
- Liophis conirostris Günther, 1858
- Liophis verecundus Jan, 1863
- Liophis ygraecum Peters, 1882
- Trigonocephalus scolecomorphus Bacqué, 1906

Erythrolamprus almadensis  est une espèce de serpents de la famille des Dipsadidae.

## Répartition
Cette espèce se rencontre :
- en Argentine dans les provinces de Corrientes et du Chaco ;
- en Uruguay ;
- au Paraguay ;
- au Brésil dans les États du Rio Grande do Sul, du Maranhão, du Rondônia et du Pará ;
- en Bolivie ;
- au Pérou.

## Étymologie
Son nom d'espèce, composé de almad[a] et du suffixe latin -ensis, « qui vit dans, qui habite », lui a été donné en référence au lieu de sa découverte, une ville nommée Almada dans l’État de Bahia au Brésil.

## Publication originale
- Wagler, 1824 : Serpentum Brasiliensium species novae, ou histoire naturelle des espèces nouvelles de serpens. in Jean de Spix, Animalia nova sive species novae, p. 1-75 (texte intégral).